# Parigi-Camembert 1952
La Parigi-Camembert 1952, tredicesima edizione della corsa e valida come evento del circuito UCI categoria CB1.1, si svolse il 15 aprile 1952. Fu vinta dal francese Robert Varnajo.

## Ordine d'arrivo (Top 10)
| Pos. | Corridore       | Squadra             | Tempo |
| ---- | --------------- | ------------------- | ----- |
| 1    | Robert Varnajo  | Gitane              |       |
| 2    | Edouard Muller  | Gitane              |       |
| 3    | Charles Coste   | Stella-Huret-Dunlop |       |
| 4    | Jean Guéguen    | Mercier-Hutchinson  |       |
| 5    | Albert Dolhats  | La Perle            |       |
| 6    | André Mahé      | Terrot-Hutchinson   |       |
| 7    | Jean Baldassari | Mercier-Hutchinson  |       |
| 8    | Eugène Telotte  | Mercier-Hutchinson  |       |
| 9    | Pierre Gaudot   | La Perle            |       |
| 10   | Maurice Quentin | Alcyon-Dunlop       |       |